# Wolfram Weiser
Wolfram Weiser (* 5. Mai 1954 in Mönchengladbach; † 6. Februar 2022 in Köln) war ein deutscher Numismatiker.

## Biographie
Wolfram Weiser begann nach Abitur und Wehrdienst ein Studium der Geschichte, Wirtschaftswissenschaften, Latein und Griechisch an der Universität zu Köln. Nach dem Staatsexamen wurde er 1982 mit einer Dissertation über die kaiserzeitlichen Bronzemünzen der bithynischen Stadt Nikaia promoviert. Erster Arbeitsschwerpunkt blieben die kleinasiatischen Prägungen der Antike. Daneben beschäftigte er sich intensiv mit der römischen Münzprägung im Westen und bearbeitete auch vereinzelt Fragestellungen der nachantiken Numismatik.
1997 wurde er an der Universität zu Köln zum Honorarprofessor für Alte Geschichte unter besonderer Berücksichtigung der Numismatik ernannt. Er war als freiberuflicher Numismatiker tätig.

## Publikationen: Monographien
- Katalog der Alexandrinischen Kaisermünzen der Sammlung des Instituts für Altertumskunde der Universität zu Köln (= Abhandlungen der Rheinisch-Westfälischen Akademie der Wissenschaften, Sonderreihe Papyrologia Coloniensa V):
  - mit Angelo Geißen: Band 4: Claudius Gothicus – Bleimünzen. Westdeutscher Verlag, Opladen 1983.
  - Band 5: Indices zu den Bänden 1–4. Westdeutscher Verlag, Opladen 1983.
- Katalog der Bithynischen Münzen der Sammlung des Instituts für Altertumskunde der Universität zu Köln (= Abhandlungen der Rheinisch-Westfälischen Akademie der Wissenschaften, Sonderreihe Papyrologia Coloniensa IX):
  - Band 1: Nikaia. Mit einer Untersuchung der Prägesysteme und Gegenstempel. Westdeutscher Verlag, Opladen 1983, ISBN 3-531-09919-1.
- Katalog Ptolemäischer Bronzemünzen der Sammlung des Instituts für Altertumskunde der Universität zu Köln (= Abhandlungen der Rheinisch-Westfälischen Akademie der Wissenschaften, Sonderreihe Papyrologia Coloniensa XXIII). Westdeutscher Verlag, Opladen 1995.
- Akademisches Kunstmuseum Bonn. Münzinventar (ungedruckt).
  - 1: Griechische Münzen und Griechische Münzen der römischen Kaiserzeit von Italien bis Ägypten, Nr. 1–216, Bonn 2009.
  - 2: Reichsmünzen der Römischen Kaiserzeit von Maximinus I. Thrax bis Tetricus, Nr. 217–473, Bonn 2009.
  - 3: Neuzeitliche Kopien antiker Münzen und Medaillons und erfundene Stücke, Bonn 2010.
- Die Geldwährung des Römischen Reiches. Untersuchungen zu den Münzsystemen der mittleren und späteren römischen Kaiserzeit. Aus dem Nachlass herausgegeben von Johannes Heinrichs und Werner Eck (= Antiquitas. Reihe 1: Abhandlungen zur Alten Geschichte. Band 79). Rudolf Habelt, Bonn 2023, ISBN 978-3-7749-4391-9.

## Auszeichnungen
- 1999: Ehrenpreis der Gesellschaft für Internationale Geldgeschichte in Frankfurt am Main